# Baia Mare Champions Trophy (handbal feminin) - Ediția 2014
Baia Mare Champions Trophy 2014 a fost a prima ediție în acest format a competiției de handbal feminin „Trofeul Maramureș” organizate de clubul HCM Baia Mare cu începere din anul 2000. Luând în considerare edițiile anterioare găzduite sub titulatura „Trofeul Maramureș”, cea din 2014 ar fi a 15-a. Turneul amical Baia Mare Champions Trophy 2014 s-a desfășurat între 15-17 august 2014, în Sala Sporturilor „Lascăr Pană” din Baia Mare.

## Echipe participante
La ediția din 2014 a Baia Mare Champions Trophy au participat HCM Baia Mare și alte cinci echipe invitate de clubul băimărean.
Echipele participante la turneul amical din 2014 au fost:
- FTC-Rail Cargo Hungaria[4]
- RK Krim
- HCM Baia Mare[2]
- Iuventa Michalovce[5]
- Astrahanocika Astrahan
- Rostov-Don

## Distribuție
Echipele participante au fost împărțite în două grupe de câte trei echipe. Distribuția echipelor s-a făcut după cum urmează:
| Grupa A                                | Grupa B                                                                 |
| -------------------------------------- | ----------------------------------------------------------------------- |
| - HCM Baia Mare - RK Krim - Rostov-Don | - FTC-Rail Cargo Hungaria - Iuventa Michalovce - Astrahanocika Astrahan |

## Faza grupelor
Meciurile din faza grupelor s-au desfășurat pe datele de 15-16 august 2014. Programul de desfășurare a fost anunțat în iulie 2014.
|  | Echipele calificate în finală                 |
|  | Echipele care au concurat pentru locurile 3-4 |
|  | Echipele care au concurat pentru locurile 5-6 |

Programul de desfășurare de mai jos respectă ora locală a României.

### Grupa A
| Echipa        | M | V | E | Î | GM | GP | G   | Pct |
| ------------- | - | - | - | - | -- | -- | --- | --- |
| HCM Baia Mare | 2 | 2 | 0 | 0 | 68 | 49 | +19 | 4   |
| Rostov-Don    | 2 | 1 | 0 | 1 | 56 | 52 | +4  | 2   |
| RK Krim       | 2 | 0 | 0 | 2 | 51 | 74 | −23 | 0   |

| 15 august 2014 19:00 | HCM Baia Mare   | 41 - 26 | RK Krim      | Sala Sporturilor Lascăr Pană, Baia Mare Asistență: 3.000 Arbitri: Florescu, Stoia |
| 15 august 2014 19:00 | Ardean-Elisei 8 | (17-12) | Bajramoska 8 | Sala Sporturilor Lascăr Pană, Baia Mare Asistență: 3.000 Arbitri: Florescu, Stoia |
| 15 august 2014 19:00 | 4× 3×           | Cronica | 3×           | Sala Sporturilor Lascăr Pană, Baia Mare Asistență: 3.000 Arbitri: Florescu, Stoia |

| 16 august 2014 12:00 | RK Krim | 25 - 33 | Rostov-Don  | Sala Sporturilor Lascăr Pană, Baia Mare |
| 16 august 2014 12:00 | Barič 6 | (14-18) | Borșcenko 6 | Sala Sporturilor Lascăr Pană, Baia Mare |
| 16 august 2014 12:00 | Cronica |         |             | Sala Sporturilor Lascăr Pană, Baia Mare |

| 16 august 2014 19:00 | HCM Baia Mare | 27 - 23 | Rostov-Don          | Sala Sporturilor Lascăr Pană, Baia Mare Asistență: 3.000 Arbitri: Năstase, Stancu |
| 16 august 2014 19:00 | Buceschi 6    | (13-12) | Managarova, Punko 5 | Sala Sporturilor Lascăr Pană, Baia Mare Asistență: 3.000 Arbitri: Năstase, Stancu |
| 16 august 2014 19:00 | 2×            | Cronica | 7×                  | Sala Sporturilor Lascăr Pană, Baia Mare Asistență: 3.000 Arbitri: Năstase, Stancu |

### Grupa B
| Echipa                 | M | V | E | Î | GM | GP | G   | Pct |
| ---------------------- | - | - | - | - | -- | -- | --- | --- |
| Ferencvárosi TC        | 2 | 2 | 0 | 0 | 78 | 58 | +20 | 4   |
| Astrahanocika Astrahan | 2 | 1 | 0 | 1 | 74 | 65 | +9  | 2   |
| Iuventa Michalovce     | 2 | 0 | 0 | 2 | 52 | 81 | −29 | 0   |

| 15 august 2014 17:00 | FTC-Rail Cargo Hungaria | 40 - 25 | Iuventa Michalovce | Sala Sporturilor Lascăr Pană, Baia Mare |
| 15 august 2014 17:00 | Rédei Soós, Vérten 6    | (22-12) | Trehubova 5        | Sala Sporturilor Lascăr Pană, Baia Mare |
| 15 august 2014 17:00 | Cronica                 |         |                    | Sala Sporturilor Lascăr Pană, Baia Mare |

| 16 august 2014 10:00 | Iuventa Michalovce  | 27 - 41 | Astrahanocika Astrahan  | Sala Sporturilor Lascăr Pană, Baia Mare |
| 16 august 2014 10:00 | Krasko, Trehubova 6 | (15-25) | Kuznețova, Raciteleva 8 | Sala Sporturilor Lascăr Pană, Baia Mare |
| 16 august 2014 10:00 | Cronica             |         |                         | Sala Sporturilor Lascăr Pană, Baia Mare |

| 16 august 2014 17:00 | FTC-Rail Cargo Hungaria | 38 - 33 | Astrahanocika Astrahan | Sala Sporturilor Lascăr Pană, Baia Mare |
| 16 august 2014 17:00 | Pena 9                  | (21-15) | Iejikava, Viahireva 9  | Sala Sporturilor Lascăr Pană, Baia Mare |
| 16 august 2014 17:00 | Cronica                 |         |                        | Sala Sporturilor Lascăr Pană, Baia Mare |

## Fazele eliminatorii

### Locurile 5-6
| 17 august 2014 10:00 | RK Krim       | 28 - 27 | Iuventa Michalovce | Sala Sporturilor Lascăr Pană, Baia Mare |
| 17 august 2014 10:00 | Bajramoska 11 | (16-13) | Trehubova 8        | Sala Sporturilor Lascăr Pană, Baia Mare |
| 17 august 2014 10:00 | Cronica       |         |                    | Sala Sporturilor Lascăr Pană, Baia Mare |

### Locurile 3-4
| 17 august 2014 12:00 | Rostov-Don   | 35 - 36 (31 - 31) | Astrahanocika Astrahan | Sala Sporturilor Lascăr Pană, Baia Mare |
| 17 august 2014 12:00 | Borșcenko 10 | (10-15)           | Viahireva 11           | Sala Sporturilor Lascăr Pană, Baia Mare |
| 17 august 2014 12:00 | Cronica      |                   |                        | Sala Sporturilor Lascăr Pană, Baia Mare |

### Finala
| 17 august 2014 14:00 | HCM Baia Mare | 29 - 27 | FTC-Rail Cargo Hungaria | Sala Sporturilor Lascăr Pană, Baia Mare Asistență: 3.000 Arbitri: Florescu, Stoia |
| 17 august 2014 14:00 | Buceschi 8    | (14-13) | Pena 7                  | Sala Sporturilor Lascăr Pană, Baia Mare Asistență: 3.000 Arbitri: Florescu, Stoia |
| 17 august 2014 14:00 | 2× 2×         | Cronica | 3× 3×                   | Sala Sporturilor Lascăr Pană, Baia Mare Asistență: 3.000 Arbitri: Florescu, Stoia |

## Clasament și statistici

### Clasamentul final
|   | HCM Baia Mare           |
| 2 | FTC-Rail Cargo Hungaria |
| 3 | Astrahanocika Astrahan  |
| 4 | Rostov-Don              |
| 5 | RK Krim                 |
| 6 | Iuventa Michalovce      |

| \| Poz. \| Nume \| Echipă \| Goluri \| \| ---- \| ------------------- \| ---------------------- \| ------ \| \| 1 \| Mirjeta Bajramoska \| RK Krim \| 25 \| \| 2 \| Anna Viahireva \| Astrahanocika Astrahan \| 24 \| \| 3 \| Polina Kuznețova \| Astrahanocika Astrahan \| 21 \| \| 4 \| Tatiana Trebuhova \| Iuventa Michalovce \| 19 \| \| 5 \| Nerea Pena \| Ferencvárosi TC \| 18 \| \| 6 \| Polona Barič \| RK Krim \| 17 \| \| 6 \| Viktoria Borșcenko \| Rostov-Don \| 17 \| \| 8 \| Viktoria Krasko \| Iuventa Michalovce \| 15 \| \| 8 \| Iulia Managarova \| Rostov-Don \| 15 \| \| 8 \| Viktória Rédei Soós \| Ferencvárosi TC \| 15 \| | Premii Echipa ideală a turneului: Portar: Paula Ungureanu ( ROU ) Extremă stânga: Camilla Herrem ( NOR ) Inter stânga: Zsuzsanna Tomori ( HUN ) Coordonator: Ekaterina Ilina ( RUS ) Pivot: Piroska Szamoránsky ( HUN ) inter dreapta: Anna Viahireva ( RUS ) Extremă dreapta: Iulia Managarova ( UKR ) Premii speciale: Cea mai bună jucătoare: Nerea Pena ( ESP ) Cea mai bună marcatoare: Mirjeta Bajramoska ( MKD ) (26 de goluri) Cea mai bună apărătoare: Anastasia Lobaci ( BLR ) Cel mai bun portar: Paula Ungureanu ( ROU ) Trofeul Fair-Play: Iuventa Michalovce Sursa: pagina oficială a Baia Mare Champions Trophy Arhivat în 4 martie 2016 , la Wayback Machine . |                        |        |
| Poz. | Nume | Echipă                 | Goluri |
| 1 | Mirjeta Bajramoska | RK Krim                | 25     |
| 2 | Anna Viahireva | Astrahanocika Astrahan | 24     |
| 3 | Polina Kuznețova | Astrahanocika Astrahan | 21     |
| 4 | Tatiana Trebuhova | Iuventa Michalovce     | 19     |
| 5 | Nerea Pena | Ferencvárosi TC        | 18     |
| 6 | Polona Barič | RK Krim                | 17     |
| 6 | Viktoria Borșcenko | Rostov-Don             | 17     |
| 8 | Viktoria Krasko | Iuventa Michalovce     | 15     |
| 8 | Iulia Managarova | Rostov-Don             | 15     |
| 8 | Viktória Rédei Soós | Ferencvárosi TC        | 15     |